# Cyrtodactylus collegalensis
Cyrtodactylus collegalensis är en ödleart som beskrevs av  Richard Henry Beddome 1870. Cyrtodactylus collegalensis ingår i släktet Cyrtodactylus och familjen geckoödlor. Inga underarter finns listade i Catalogue of Life.